# Крестовка (Восточно-Казахстанская область)
Крестовка (каз. Крестовка) — село в Зыряновском районе Восточно-Казахстанской области Казахстана. Входит в состав Чапаевского сельского округа. Находится примерно в 19 км к западу от районного центра, города Зыряновска. Код КАТО — 634861200.

## Население
В 1999 году население села составляло 410 человек (201 мужчина и 209 женщин). По данным переписи 2009 года, в селе проживало 279 человек (132 мужчины и 147 женщин).